# ルシンダ・ルー
ルシンダ・ルー（Lucinda Ruh、1979年7月13日 - ）は、スイス出身で、女子シングルのフィギュアスケート選手。
4歳から17歳まで東京で育ち、全日本フィギュアスケートジュニア選手権の上位入賞経験もある。プロではペアスケーター。「スピンの女王」と称されている。反り返るイナバウアーが得意技。スピンのスペシャリストとして、ブライアン・ジュベール、浅田真央らトップスケーターをスピン専門で指導していることでも知られる。
スピン回数のギネスブックに挑戦し、115回という記録を持つ。日本テレビで放送された『ワールド☆レコーズ』という番組で『フィギュアスケート高速スピンでトイレットペーパー巻き世界一決定戦!』で81m45cmという記録を持つ。好物は納豆、おでん、あんぱん。